# Лыжные гонки на зимних Олимпийских играх 1998
Соревнования в лыжном спорте прошли с 8 по 22 февраля в деревне Хаккуба в нескольких десятках километрах от Нагано. Местечко характеризуется очень сложным рельефом и сложной структурой снега.

## Медали

### Общий зачёт
(Жирным выделено самое большое количество медалей в своей категории; принимающая страна также выделена)
| Общее количество медалей |           |        |         |        |       |
| Место                    | Страна    | Золото | Серебро | Бронза | Всего |
| 1                        | Россия    | 5      | 2       | 1      | 8     |
| 2                        | Норвегия  | 4      | 3       | 2      | 9     |
| 3                        | Финляндия | 1      | 0       | 2      | 3     |
| 4                        | Италия    | 0      | 2       | 2      | 4     |
| 5                        | Австрия   | 0      | 1       | 1      | 2     |
| 5                        | Чехия     | 0      | 1       | 1      | 2     |
| 7                        | Швеция    | 0      | 1       | 0      | 1     |
| 8                        | Казахстан | 0      | 0       | 1      | 1     |

## Соревнования женщин

### 8 февраля — 15 км классическим стилем, раздельный старт
| Медаль  | Спортсмен              | Время   |
| Золото  | Ольга Данилова         | 46:55.4 |
| Серебро | Лариса Лазутина        | 47:01.0 |
| Бронза  | Анита Моэн-Гуидон      | 47:52.6 |
| 4       | Ирина Тараненко-Тереля | 48:10.2 |
| 5       | Марит Миккельспласс    | 48:12.5 |
| 6=      | Труде Дюбендаль-Хартс  | 48:19.0 |
| 6=      | Бенте Мартинсен        | 48:19.0 |
| 8       | Стефания Бельмондо     | 48:57.7 |
| 9       | Катерина Нойманова     | 49:01.9 |
| 10      | Ярослава Букважова     | 49:02.0 |
| ...     | ...                    | ...     |
| 16      | Светлана Нагейкина     | 49:22.5 |
| 17      | Елена Вяльбе           | 49:25.9 |

До отметки 12,4 км лидировала Лазутина, но финишный спурт Даниловой оказался значительно мощнее, и она стала первой лыжницей-чемпионкой на Играх. На пресс-конференции после гонки Лазутина заявила, что довольна серебром (своей первой личной медалью на Олимпиаде) и надеется завоевать в Нагано хотя бы ещё одну личную медаль.

### 10 февраля — 5 км классическим стилем, раздельный старт
Гонка на 5 км классическим стилем с раздельного старта.
| Медаль  | Спортсмен              | Время   |
| Золото  | Лариса Лазутина        | 17:37.9 |
| Серебро | Катержина Нойманова    | 17:42.7 |
| Бронза  | Бенте Мартинсен        | 17:49.4 |
| 4       | Нина Гаврылюк          | 17:50.3 |
| 5       | Ольга Данилова         | 17:51.3 |
| 6       | Марит Миккельспласс    | 17:53.5 |
| 7       | Анита Моэн-Гуидон      | 18:04.4 |
| 8       | Труде Дюбендаль-Хартс  | 18:08.0 |
| 9       | Габриэлла Паруцци      | 18:14.7 |
| 10      | Бригитте Альбрехт      | 18:16.5 |
| 11      | Ирина Тараненко-Тереля | 18:17.2 |
| 12      | Стефания Бельмондо     | 18:19.8 |
| 13      | Юлия Чепалова          | 18:20.0 |

Золото в этой гонке стало третьим в карьере и первым личным на Олимпийских играх для Ларисы Лазутиной.

### 12 февраля — 10 км свободным стилем, гонка преследования
Гонка преследования заключалась в старте спортсменов в порядке их расположения в протоколе гонки на 5 км классикой (то есть в сторону «удаления от лидеров»). Спортсмены стартовали через интервалы времени, равные их отставанию от лидера на 5 км.
| Медаль  | Спортсмен              | Время   |
| Золото  | Лариса Лазутина        | 28:29.9 |
| Серебро | Ольга Данилова         | 28:36.4 |
| Бронза  | Катержина Нойманова    | 28:37.2 |
| 4       | Ирина Тараненко-Тереля | 28:40.1 |
| 5       | Стефания Бельмондо     | 28:42.6 |
| 6       | Юлия Чепалова          | 28:51.4 |
| 7       | Нина Гаврылюк          | 29:12.3 |
| 8       | Анита Моэн-Гуидон      | 29:27.6 |
| 9       | Бенте Мартинсен        | 29:34.1 |
| 10      | Бригитте Альбрехт      | 29:34.8 |

Почти с самого старта и до девятого километра гонки Лазутина и Нойманова шли вместе, но россиянка в районе отметки 8,7 км начала финишный спурт, который чешка поддержать не смогла. Вскоре её «достала» группа из нескольких преследователей, которую на тот момент возглавляла Чепалова. Эта группа и разыграла на финишной прямой серебряную и бронзовую медали, которые благодаря мощнейшим ускорениям завоевали Данилова и Нойманова.

### 16 февраля — 4х5 км, эстафета
Первые два этапа спортсмены преодолевали классическим ходом, а два заключительных — свободным..
| Медаль  | Страна                                                                           | Время   |
| Золото  | Россия (Нина Гаврылюк, Ольга Данилова, Елена Вяльбе, Лариса Лазутина)            | 55:13.5 |
| Серебро | Норвегия ( Бенте Мартинсен,Марит Миккельспласс, Элин Нильсен, Анита Моэн-Гуидон) | 55:38.0 |
| Бронза  | Италия (Карин Мородер, Габриэлла Паруцци, Мануэла Ди Чента, Стефания Бельмондо)  | 56:53.3 |
| 4       | Швейцария (Сильвия Хоннегер, Андреа Хубер, Бригитте Альбрехт, Наташа Леонарди)   | 56:55.2 |
| 5       | Германия (Кати Вильхельм, Мануэла Хенкель, Констанция Блюм, Анке Шульзе)         | 56:55.4 |
| 6       | Чехия (Яна Салдова, Катерина Нойманова, Катержина Ханусова, Зузана Коцумова)     | 56:58.7 |

Первые два этапа сборные России и Норвегии прошли вместе, идя в отрыве от остальных команд почти с первого километра. На третьем этапе на самом длинном подъёме Вяльбе совершила атаку, благодаря чему оторвалась от Нильсон и привезла к финишу норвежке почти 30 секунд. Лазутина смогла уверенно сохранить отрыв и финишировать с российским флагом. Стефания Бельмондо совершила подвиг на 4-м этапе эстафеты: за 5 км она подняла команду с 10-го места на 3-е, отыграв минуту у Чехии, Швейцарии и Германии и выиграв финишный спурт.

### 20 февраля — 30 км свободным стилем, раздельный старт
| Медаль  | Спортсмен              | Время     |
| Золото  | Юлия Чепалова          | 1:22:01.5 |
| Серебро | Стефания Бельмондо     | 1:22:11.7 |
| Бронза  | Лариса Лазутина        | 1:23:15.7 |
| 4       | Элин Нильсен           | 1:24:24.5 |
| 5       | Елена Вяльбе           | 1:24:52.8 |
| 6       | Мария Тойрль           | 1:24:54.3 |
| 7       | Бригитте Альбрехт      | 1:25:15.0 |
| 8       | Ирина Тараненко-Тереля | 1:25:22.3 |
| 9       | Марит Миккельспласс    | 1:25:36.9 |
| 10      | Габриэлла Паруцци      | 1:26:06.0 |
| 11      | Антонина Ордина        | 1:26:13.8 |
| 12      | Елена Синкевич         | 1:27:15.3 |
| 13      | Ольга Данилова         | 1:28:08.1 |

В этой гонке Юлия Чепалова стала самой молодой олимпийской чемпионкой в лыжных гонках, причём на марафонской дистанции — в возрасте 21 года, 1 месяца и 28 дней. Этот рекорд был побит только 24 года спустя: 12 февраля 2022 года на Играх в Пекине Вероника Степанова, выступавшая за команду ОКР, завоевала золотую медаль в эстафете 4х5 км в возрасте 21 года, 1 месяца и 8 дней.

## Соревнования мужчин

### 9 февраля — 30 км классическим стилем, раздельный старт
| Медаль  | Спортсмен           | Время     |
| Золото  | Мика Мюллюля        | 1:33:55.8 |
| Серебро | Эрлинг Евне         | 1:35:27.1 |
| Бронза  | Сильвио Фаунер      | 1:36:07.8 |
| 4       | Яри Исомется        | 1:36:51.4 |
| 5       | Фульвио Вальбуза    | 1:37:31.1 |
| 6       | Харри Кирвесниеми   | 1:37:45.9 |
| 7       | Марко Альбарелло    | 1:38:07.1 |
| 8       | Джорджо Ди Чента    | 1:38:14.9 |
| 9       | Владимир Леготин    | 1:38:23.7 |
| 10      | Пер Элофссон        | 1:38:47.0 |
| ...     | ...                 | ...       |
| 31      | Александр Кравченко | 1:41:22.3 |
| 32      | Сергей Чепиков      | 1:41:59.9 |
| 39      | Максим Пичугин      | 1:42:41.7 |

### 12 февраля — 10 км классическим стилем, раздельный старт
Гонка на 10 км классическим стилем с раздельного старта. За 5 минут  до старта начался дождь со снегом, в связи с чем российские лыжники в последний момент попытались внести коррективы в "смазку" лыж, но в итоге ошиблись, не угадав с нужной структурой и заняли низкие места.
| Медаль  | Спортсмен          | Время   |
| Золото  | Бьорн Дэли         | 27:24.5 |
| Серебро | Маркус Гандлер     | 27:32.5 |
| Бронза  | Мика Мюллюля       | 27:40.1 |
| 4       | Владимир Смирнов   | 27:45.1 |
| 5       | Томас Альсгорд     | 27:48.1 |
| 6       | Яак Маэ            | 27:56.0 |
| 7       | Эрлинг Евне        | 27:58.7 |
| 8       | Андрус Веэрпалу    | 28:00.7 |
| 9       | Стуре Сивертсен    | 28:10.6 |
| 10      | Сильвио Фаунер     | 28:15.5 |
| ...     | ...                | ...     |
| 22      | Сергей Чепиков     | 28:55.9 |
| 31      | Алексей Прокуроров | 29:27.3 |
| 42      | Сергей Крянин      | 30:03.2 |
| 62      | Владимир Леготин   | 31:10.3 |

### 14 февраля — 15 км свободным стилем, гонка преследования
Гонка преследования заключалась в старте спортсменов в порядке их расположения в итоговом протоколе гонки на 10 км классикой. Они стартовали через интервалы времени, равные их отставанию от лидера на 10 км.
| Медаль  | Спортсмен          | Время     |
| Золото  | Томас Альсгорд     | 1:07:01.7 |
| Серебро | Бьорн Дэли         | 1:07:02.8 |
| Бронза  | Владимир Смирнов   | 1:07:31.5 |
| 4       | Сильвио Фаунер     | 1:07:48,9 |
| 5       | Фульвио Вальбуза   | 1:07:49,1 |
| 6       | Мика Мюллюля       | 1:07:50,6 |
| 7       | Маркус Гандлер     | 1:08:14,2 |
| 8       | Яри Исомется       | 1:08:19,4 |
| 9       | Сергей Чепиков     | 1:08:24,3 |
| 10      | Никлас Юнссон      | 1:08:25,7 |
| ...     | ...                | ...       |
| 18      | Алексей Прокуроров | 1:09:48.1 |
| 25      | Сергей Крянин      | 1:10:33.4 |
| 39      | Владимир Леготин   | 1:12:19.5 |

Примечания: 
1) Итоговое время — сумма результатов гонок на 10 км классикой и 15 км свободным стилем. 
2) Победитель гонки Альсгорд стартовал в ней с пятого места с отставанием от Дэли в 23 секунды. 
3) Бронзовый призер гонки Смирнов стартовал в ней с четвёртого места, уступая Дэли 20 секунд.
4) По итогам гонки преследования известный российский биатлонист Сергей Чепиков (выступавший в Нагано как лыжник) занял 9-е место, показав 3-й чистый результат по ходу соревнования

### 18 февраля — 4х10 км, эстафета
Первые два этапа лыжники бежали классическим стилем, а заключительные два — свободным. Норвежцы, проигравшие эстафету в Лиллехаммере-1994 итальянцам на самом финише, на этот раз сумели взять реванш. Вместо Бьорна Дэли на последнем этапе бежал Томас Альсгорд, который и опередил Сильвио Фаунера. 39-летний Харри Кирвесниеми выиграл свою пятую олимпийскую бронзовую награду в эстафете (финны с его участием также были третьими в 1980, 1984, 1992 и 1994 годах).
| Место | Страна                                                                       | Время     |
| 1     | Норвегия (Стуре Сивертсен, Эрлинг Евне, Бьорн Дэли, Томас Альсгорд)          | 1:40:55.7 |
| 2     | Италия (Марко Альбарелло, Фульвио Вальбуза, Фабио Май, Сильвио Фаунер)       | 1:40:55.9 |
| 3     | Финляндия (Харри Кирвесниеми, Мика Мюллюля, Сами Репо, Яри Исомется)         | 1:42:15.5 |
| 4     | Швеция (Матиас Фредрикссон, Никлас Йонссон, Пер Элофссон, Хенрик Форсберг)   | 1:42:25.2 |
| 5     | Россия (Владимир Леготин, Алексей Прокуроров, Сергей Крянин, Сергей Чепиков) | 1:42:39.5 |
| 6     | Швейцария (Йеремиас Виггер, Бит Кох, Рето Бургермайстер, Вильгельм Ашванден) | 1:42:49.2 |

### 22 февраля — 50 км свободным стилем, раздельный старт
Бьорн Дэли, на 8,1 секунды опередив шведа Никласа Йонссона, выиграл свою 8-ю олимпийскую золотую медаль, что является рекордом для зимних Олимпиад. На 53 секунды от норвежца отстал бронзовый призёр Кристиан Хоффман. Большую часть гонки Дэли и Юнссон шли вместе (норвежец стартовал на 1 номер позже и смог догнать шведа, ликвидировав 30 секундный стартовый интервал), однако за 10 км до финиша Юнссону удалось убежать от Дэли, но он не смог восстановить начальные 30 секунд разницы между ним и Дэли, таким образом все равно уступив ему на финише.
| Медаль  | Спортсмен          | Время     |
| Золото  | Бьёрн Дели         | 2:05:08.2 |
| Серебро | Никлас Юнссон      | 2:05:16.3 |
| Бронза  | Кристиан Хоффман   | 2:06:01.8 |
| 4       | Алексей Прокуроров | 2:06:41.5 |
| 5       | Фульвио Вальбуза   | 2:06:44.3 |
| 6       | Томас Альсгорд     | 2:07:21.5 |
| 7       | Йохан Мюлегг       | 2:07:25.3 |
| 8       | Владимир Смирнов   | 2:07:26.4 |
| 9       | Маурицио Поцци     | 2:08:13.2 |
| 10      | Сильвио Фаунер     | 2:08:44.3 |
| ...     | ...                | ...       |
| 15      | Андрей Нутрихин    | 2:12:21.9 |
| 37      | Максим Пичугин     | 2:18:19.1 |

## Судьи
Технический делегат —  Одд Мартинсен.
Директор соревнований —  Кодзо Вада.
Начальник дистанции —  Хикару Накамура.
Судьи —  Барбара Байер,  Ульрих Велинг,  Марьо Матикайнен-Калльстрём,  Эл Мэддокс,  Кристиан Эгли.